# Zacualpan de Amilpas
Zacualpan de Amilpas là một đô thị thuộc bang Morelos, México. Năm 2005, dân số của đô thị này là 7957 người.